# Parafimbrios vietnamensis
Parafimbrios vietnamensis — вид змій родини ксенодермових (Xenodermidae). Ендемік В'єтнаму.

## Поширення і екологія
Parafimbrios vietnamensis мешкають в провінції Лайтяу на північному заході В'єтнаму. Вони живуть в тропічних лісах, що ростуть серед карстових скель.